# جاليل لسبرت
جاليل لسبرت (بالفرنسية: Jalil Lespert)‏
```
هو 
كاتب سيناريو
 
ومخرج
 
وممثل
 
فرنسي
، ولد في 11 مايو 1976 
بباريس
 في 
فرنسا
. من الجوائز التي نالها 
جائزة سيزار لأفضل ممثل صاعد
.
```

## أعمال

### أفلام
- (1997) الدمويون
- (1999) الموارد البشرية[3]
- (2001) إن شاء الله الأحد
- (2005) الملازم الشاب[4]
- (2006) لا تخبر أحدا

## جوائز
- جائزة سيزار لأفضل ممثل صاعد

## وصلات خارجية
- جاليل لسبرت على موقع IMDb (الإنجليزية)
- جاليل لسبرت على موقع ألو سيني (الفرنسية)
- جاليل لسبرت على موقع أول موفي (الإنجليزية)
- جاليل لسبرت على موقع قاعدة بيانات الأفلام السويدية (السويدية)
- جاليل لسبرت على موقع ديسكوغز (الإنجليزية)
- جاليل لسبرت على موقع قاعدة بيانات الفيلم (الإنجليزية)
- جاليل لسبرت على موقع كينوبويسك (الروسية)